# Sagrada Familia Canigiani
La Sagrada Familia, conocido popularmente como La Sagrada Familia Canigiani en referencia a la familia florentina que fue su propietaria, es una pintura de Rafael, como indica su firma en el escote de María, ejecutada entre 1507 y 1508.
Rafael pintó esta obra con los personajes de Santa Isabel, madre de Juan el Bautista, María la madre de Jesús, los dos niños y José de Nazaret. Es una reunión de todas las figuras en un esquema piramidal de Rafael en su período florentino (1504-1507). 
Hubert Von Sonneburg eliminó en su restauración de 1982 el azul predominantemente del cielo, aplicado sobre el original en el siglo XVIII, lo que permite hoy en día disfrutar de los grandes ángeles a izquierda y derecha en la parte superior, contenidos en el diseño original de la imagen.
El cuadro, que fue un encargo del comerciante Domenico Canigiani para su boda con Lucrezia Frescobaldi, está en la Pinacoteca Antigua de Múnich.